# Избирателна кутия
Избирателната кутия, още избирателна урна, е временно запечатан контейнер, обикновено квадратна кутия, макар и понякога устойчива на фалшифициране торба, с тесен процеп в горната част, достатъчен за приемане на бюлетина по време на избори, но възпрепятстваща да се получи достъп до гласовете преди края на периода на гласуване.

## Употреба
Обикновено избирателната урна е разположена в избирателната секция, въпреки че в някои страни, по-специално Ирландия, Италия и Русия, може да има и урни, които се носят в домовете на хората, където иначе те не биха могли да пътуват до избирателната секция. Когато се използват много големи бюлетини, може да има механизъм за подаване, който да съдейства за депозирането на хартията в кутията.
Прозрачните урни могат да се използват, за да могат хората да станат свидетели, че кутията е празна преди началото на изборите (т.е. не е пълна с измамни гласове).
В края на изборите всички кутии могат да бъдат отнесени на едно място за преброяване и впоследствие оповестени резултатите. Алтернативно кутиите могат да бъдат преброени в избирателната секция, като отделни секции обявяват резултатите си за изброяване.
Урните за гласуване са остарели в някои юрисдикции поради увеличаването на безхартиеното електронно гласуване.

## Етимология
Термина „избирателна кутия“ (на английски: Ballot box) произлиза от системи за гласуване, базирани на използването на малка топка вместо хартия за гласуване (на английски: Blackballing) – бяла топка (на английски: ball – „топка“) представлява глас в подкрепа, а черна топка означава опозиция.

## История
В Римската република всеки гласоподавател първоначално дава гласа си устно на длъжностно лице, което прави бележка на официален таблет, но по-късно в Републиката е въведено тайното гласуване и избирателят записва своя глас със стилус върху восък – покрита таблетка от чемшир, след което пусна попълнената бюлетина в sitella или урна (урна за гласуване), понякога наричана също cista.
Първото британско тайно гласуване с избирателни бюлетини и урна се провежда в Понтефракт на 15 август 1872 г. съгласно условията на наскоро приетия Закон за гласуването от 1872 г. На допълнителни избори за министър след назначаването му за канцлер на херцогството на Ланкастър, Хю Чайлдърс е преизбран за депутат на Понтефракт. Оригиналната урна, запечатана във восък с печат, се съхранява в музея на Понтефракт.

## Галерия
- Картонена урна от първото федерално гласуване във Вашингтон
- Дървена урна, САЩ, ок. 1870 г.
- Машина за гласуване, Кънектикът, ок. 1880 г.
- Стъклен буркан за гласуване, ок. 1884 г.
- Поцинкована метална урна, САЩ, ок. 1936 г.
- Полупрозрачна урна (Tiobox), Словения
- Стара метална урна, Норвегия
- Урните преди автоматизацията, използвани във Филипините, 2010 г.
- Мъж гласува на президентските избори, Иран, 2013 г.
- Урна в началото на противоречивия референдум в Крим, 2014 г.
- Защитени избирателни урни в Конго
- Кош за рециклиране като урна за федералните избори, Германия, 2017 г.
- Прозрачни урни в Украйна
- Мобилна избирателна урна в Украйна за гласуване извън секциите